# Europski južni opservatorij
Europski južni opservatorij ili ESO (engl. European Southern Observatory) izvrstan je primjer međunarodne suradnje koja je tijekom proteklih 50 godina dovela do niza velikih znanstvenih otkrića u području moderne astronomije i astrofizike. Iako mnogima nepoznata kao takva, ESO je po službenim statistikama najproduktivniji astronomski opservatorij u svijetu, s oko 700 znanstvenih radova objavljenih godišnje.
ESO je osnovan 1962. i trenutno broji 15 zemalja članica; vodi tri astronomski veoma bitna područja u Atacama pustinji u Čileu: La Silla, Paranal i Chajnantor, na kojima se nalazi veliki broj teleskopa. Sva tri područja su izuzetno pogodna za astronomska osmatranja i što se tiče astronoma, imaju četiri veoma bitna svojstva: najveći broj vedrih dana u godini, niska vlažnost zraka, velika nadmorska visina i potpuni mrak.
Osim što u svojoj znanstvenoj ponudi ima najveći i najmoderniji optički teleskop danas, Vrlo veliki teleskop ili VLT, ESO trenutno radi na konstrukciji i ostvarenju nekih od najambicioznijih astronomskih projekata u svijetu: Europski ekstremno veliki teleskop ili E-ELT (engl. European Extremely Large Telescope) i radio teleskopi ALMA (engl. The Atacama Large Millimetar/submillimetar Array). Kada se završi 2018., E-ELT će biti najveći optički teleskop na svijetu (objektiv promjera 40 m), nekoliko puta većeg primarnog ogledala od trenutno najvećeg teleskopa, a ALMA će slati i do deset puta oštrije slike, u području radio i infracrvene astronomije.
Uprava ESO-a se nalazi u Garching bei Münchenu, u Njemačkoj.  Međutim, s obzirom na to da se svi teleskopi nalaze na južnoj Zemljinoj polutki i da su namenjeni za promatranje južnog neba, organizacija nosi naziv Europski južni opservatorij.

## Vrlo veliki teleskop
Vrlo veliki teleskop ili VLT (engl. Very Large Telescope) je najveći optički teleskop na svijetu, smješten u Čileu, u pustinji Atacama. Čine ga četiri 8,2 m teleskopa - svaki milijardu puta snažniji od ljudskog oka. Povezani računalom, teleskopi skupe toliko svjetlosti koliko i jedno 16,4 m zrcalo. Kad se povežu s tri druga 1,8 m teleskopa Europskog južnog opservatorija (ESO), njima se može vidjeti mnogo pojedinosti na nebu (npr.: astronaut koji hoda Mjesečevom površinom).
Vrlo veliki teleskop je trenutno najproduktivniji i najmoćniji astronomski opservatorij na planeti, koja se nalazi na platou Cerro Paranal, na visini od 2400 metara. VLT se sastoji od četiri glavna teleskopa, s promjerom primarnog ogledala od 8,2 metra i od četiri pomoćna, pokretna teleskopa, promjera 1,8 metara. S obzirom na njegov znanstveni značaj i svojstva, godišnje se dobiva 4-6 puta više zahtjeva za korištenje VLT-ija od broja rasploživih sati.
Iako promatrano u okvirima veličine primarnog ogledala VLT nije ništa posebno (Gran Canaria teleskop 10,4 m, Keck observatorij 10 m), njegova prednost u odnosu na druge je ta što pojedinačne teleskopske jedinice mogu da se slože u interferometar, pružajući astronomima mogućnost da osmatraju nebo do najsitnijih detalja, kao da ga promatraju kroz mnogo veći teleskop. Individualni teleskopi mogu da budu složeni u grupu od dva ili tri, ali i da budu korišteni pojedinačno, što je u najvećem broju osmatranja i slučaj.

## La Silla opservatorij
La Silla je planina, koja se nalazi na rubu Atacama pustinje nekih 600 km sjeverno od Santiaga de Chile, glavnog grada Čilea, ima nekoliko ESO teleskopa. Ovo je prva ESO opsrevatorija, koja radi još od 1977. S oko 300 objavljenih znanstvenih radova godišnje, La Silla opservatorij se po produktivnosti nalazi na drugom mestu, odmah iza VLT-a.
Ova planina, nastanjena velikim brojem teleskopima, nalazi se na jednom od najmračnijih i najusamljenijih mjesta na planeti Zemlji. Kao i Paranal, zadovoljava sve uvjete koji jedno mjesto čine savršenim za astronomska osmatranja. Takozvani NTT (engl. New Technology Telescope) ili ESO 3,6 metara teleskop samo su neki od operativnih astronomskih „postrojenja“ koja su dovela do veoma važnih znanstvenih otkrića. ESO 3,6 metara teleskop je ima najprecizniji spektroskop koji se koristi za lov na ekstrasolarne planete.
HARPS instrument (engl. High Accuracy Radial velocity Planet Searcher) je zaslužan za otkriće prvog ekstrasolarnog planeta sličnog Zemlji, koji bi mogao biti prvi nastanjivi planet izvan Sunčevog sustava. HARPS-ova specijalnost su planete veoma male mase, koje je s razlogom teško uočiti. Također, neki od teleskopa s La Sille su igrali ključnu ulogu u povezivanju procesa kao što su visoko-energetske eksplozije gama zraka – najmoćnije eksplozije u svemiru od velikog praska – i smrti masivnih zvijezda. La Silla daje i veliki doprinos razumijevanju procesa smrti masivnih zvijezda, tzv. supernova, i bila je jedna od prvih opservatorija koja je pratila eksploziju supernove 1987A koja se dogodila u susjednoj galaksiji, Velikom Mageljanovom oblaku.

### Geodetski teleskopi
Takozvani ESO „geodetski“ (engl. survey) teleskopi, koji će tijekom narednih nekoliko godina mapirati ogromne dijelove neba, također su jedni od najnaprednijih ESO teleskopa. Iako su VLT i NASA/ESA svemirski teleskop Hubble veoma moćni alat sama po sebi, njihova mana se sastoji u tome što mogu da snimaju veoma male dijelove neba odjednom. VISTA (engl. Visible and Infrared Survey Telescope for Astronomy) i VST su, međutim, konstruirani tako da mogu da snimaju široke dijelove neba veoma brzo i precizno.
Ova dva teleskopa će tijekom narednih pet godina obaviti devet dobro pripremljenih i planiranih skeniranja neba i prikupiti toliko podataka da će ih astronomi proučavati bar naredna dva desetljeća. S dosadašnjih 24 terabajta koje godišnje snima VLT, ukupna količina informacija će po godini skočiti za 100 terabajta, kada oba teleskopa budu u punoj upotrebi. Također, mapiranjem neba VISTA i VST će otvoriti put novim naraštajima, najvećem budućem optičkom teleskopu E-ELT-iju i James Web teleskopu.
VISTA je počela s radom u rujnu 2009., dok se početak istraživanja s VST-om očekuje tijekom 2011. VISTA je trenutno najveći teleskop za mapiranje neba u infracrvenoj području spektra i sa svojim naprednim detektorima visoke osetljivosti i širokokutnim kamerama prikazaće nam južno nebo u potpuno novom pogledu.

### Europski ekstremno veliki teleskop
Kada se završi i pusti u rad 2018. godine Europski ekstremno veliki teleskop ili E-ELT (engl. European-Extremely Large Telescop), će biti naše najveće „oko“ upereno ka nebu, koje će snimiti i istražiti svemir do najsitnijih detalja. E-ELT će snimati u području vidljive svjetlosti, koju možemo da vidimo, ali i u oblasti infracrvene svjetlosti – svjetlost malo većih valnih duljina - koju čovjekovo oko ne može da vidi.
Primarno ogledalo E-ELT-a će biti široko kao polovina nogometnog igrališta, točnije promjer ogledala će iznositi 42 metra i skupljaće 15 puta više svjetlosti nego i jedan optički teleskop danas. Teleskop će imati napredan sistem od pet ogledala, koji uključuje i veoma naprednu adaptivnu optiku, koja se koristi za izoštravanje astronomskih slika koje često bivaju zamućene usled zračnih strujanja u našoj atmosferi. Ogromno primarno ogledalo će se sastojati iz 1000 heksagonalnih dijelova, promjera 1,4 metra, a debljine svega 5 centimetara.
E-ELT će istraživanja u modernoj astronomiji odvesti nekoliko koraka unaprijed. Svojim ogromnim ogledalom promjera 42 metra i adaptrivnom optikom bit će u stanju ne samo da otkriva planete slične Zemlji, nego i da snima atmosfere ovih objekata, otkrivajući nam njihov kemijski sastav, a samim tim bićemo u prilici da otkrijemo nova područja mogućeg života u našem svemiru. Također, E-ELT će snimati i analizirati protoplanetarne oblake, koji predstavljaju najranije faze u formiranju planeta, a njegovi visokorezolucijski mjerni instrumenti će nam otkriti da li u tim oblacima postoje molekule vode ili neki organske molekule. Ako malo bolje razmislimo o svemu ovome, shvatićemo da će nas E-ELT odvesti korak bliže ka rješavanju vječne zagonetke ljudskog roda – da li smo sami u svemiru?
Ali to nije sve. Ogromno ogledalo E-ELT-ija će snimati najstarije objekte u svemiru – skupljaće svjetlost najranijih objekata u svemiru, kojoj je trebalo nekoliko milijardi godina da stigne do nas. Na ovaj način čovjek gleda direktno u prošlost: u vrijeme kada su se prvi objekti u svemiru stvarali, prateći njihovu evoluciju. Također, E-ELT će nam pomoći da veoma detaljno popišemo i zaokružimo listu svih kemijskih elemenata zastupljenih u ogromnim oblacima međuzvjezdanog plina i prašine, ali i da shvatimo kako su nastajali tijekom vremena i kako se njihova zastupljenost mijenjala.
Ogledala adaptivne optike su veoma skupi komadi visoke tehnologije. Ova ogledala su računalno kontrolirana i oko 5000 tzv. aktuatora oblikuju njihovu površinu i do nekoliko tisuća puta u sekundi, kako bi ispravili dolazeću svjetlost iz svemira, koja treperi zbog veoma turbulentnih zbivanja u našoj atmosferi. Samim tim, adaptivna optika ispravlja i izoštrava dobivene slike, poboljšava im razlučivost i otkriva nam mnogo više detalja o svemiru. E-ELT će se graditi u području Cerro Armazones, koje se nalazi na samo 20 km od VLT-a.

## Radio teleskopi ALMA
Visoko na ravnini Chajnantor, na visini oko 5100 metara, u čileanskoj Atacama pustinji, ESO zajedno s međunarodnim suradnicima gradi teleskop, koji će da proučava neke od najhladnijih i najtamnijih objekata u svemiru. Valna duljina ove svjetlosti je reda veličine milimetra, i nalazi se u infracrvenom i radio dijelu spektra elektromagnetskog zračenja. Ovakva svjetlost potiče od objekata koji se nalaze tek nekoliko desetina stupnjeva iznad apsolutne nule, najniže moguće temperature u prirodi. Također, sličnu svjetlost nam šalju i veoma stari objekti u svemiru, koji su nastali u početnoj fazi evolucije svemira, a čija se talasna duljina svjetlosti „rastegla“ na svom putu k nama.
Na ovaj način, astronomi mogu da otkriju kemijski sastav, ali i prirodu procesa koji se dešavaju u ogromnim, tamnim oblacima međuzvjezdanog molekularnog plina – gusta područja u svemiru gde se rađaju nove zvijezde i planetarni sustavi. Ovi dijelovi svemira su obično neprozirni za vidljivu svetlost, ali sjaje veoma snažno u području radio i infracrvene svjetlosti. Stoga će nam ALMA otvoriti jedan novi prozor u mračan i hladan svemir, koji još uvijek ne poznajemo dobro. Kako je ova vrsta svjetlosti u velikoj mjeri apsorbirana od strane vodene pare u našoj astmosferi, veoma je bitno da se jedna ovakva opservatorija nalazi u oblasti kao što je Chajnantor – na 5100 m nadmorske visine, s veoma niskom vlažnošću zraka.
ESO je, zajedno s drugim međunarodnim suradnicima, izvođač ovog ambicioznog projekta: 66 radio teleskopa (antena), promjera 12 i 7 metara se trenutno postavlja i prevozi na 5100 metara nadmorske visine. Ovih 66 antena će se moći i koristiti kao jedan ogromni teleskop – tzv. interferometar. Antene će se moći podesiti na udaljenost od 150 metara do 18 kilometara, te će ALMA snimati nebo i do 10 puta oštrije od svemirskog teleskopa Hubble, koji se nalazi izvan negativnog utjecaja naše atmosfere, 600 km iznad površine Zemlje. Iako neće snimati u istoj oblasti elektromagnetskog zračenja (svjetlosti), ALMA će nam doneti sliku veoma hladnog svemira, skrivenog iza gustih slojeva prašine i plina. Kako ovi oblaci međuzvjedane prašine zaklanjaju naš pogled u svemir i blokiraju vidljivu svjetlost, koju snima Hubble kao i drugi optički teleskopi, ALMA će nam otkriti svemir u razlučivosti koju do sada nismo imali prilike da vidimo. Procenjuje se da bi radovi na ALMA-i mogli biti završeni oko 2014., a u rad će biti puštena nekoliko godina nakon toga.